# Daniel Carrera
Néstor Daniel Carrera (San José, 27 de julio de 1989) es un futbolista costarricense que juega como volante creativo y actualmente milita en el Atlético Chiriquí de la Primera División de Panamá.

## Trayectoria
Carrera hizo sus ligas menores en el Club Sport Herediano y luego pasó a jugar en la Liga de Ascenso con Sagrada Familia.
Después de eso se dedicó de lleno al fútbol sala con Fortuna Desamparados y el Baltimore Blast de los Estados Unidos; así como la Selección Nacional.
Luego fue llamado por el técnico Javier Wanchope para formar parte del Atlético Chiriquí.

## Clubes
| Club                 | País       | Año               |
| -------------------- | ---------- | ----------------- |
| Club Sport Herediano | Costa Rica |                   |
| Sagrada Familia      | Costa Rica |                   |
| Atlético Chiriquí    | Panamá     | 2015 - Actualidad |